# Crangon amurensis
Crangon amurensis is een garnalensoort uit de familie van de Crangonidae. De wetenschappelijke naam van de soort is voor het eerst geldig gepubliceerd in 1907 door Bražnikov.